# Nigeria-Bulldoggfledermaus
Die Nigeria-Bulldoggfledermaus (Chaerephon nigeriae) ist eine in Afrika vorkommende Fledermausart aus der Gattung der Freischwanzfledermäuse (Chaerephon).

## Beschreibung
Die Kopf-Rumpflänge der Nigeria-Bulldoggfledermaus beträgt etwa 68–78 mm. Der 31–52 mm lange Schwanz ragt aus der Schwanzflughaut heraus. Die Unterarmlänge beträgt 41–55 mm. Das Gewicht kann zwischen 10 und 26 g betragen. Das kurze Fell ist schwarz-braun, an den Flanken befinden sich Streifen längerer weißer Haare. Die Männchen besitzen zwischen den Ohren längere Haare, die zu einem Schopf aufgestellt werden können. Der Antitragus ist größer als der Tragus. Die beiden Subspezies weisen eine unterschiedliche Färbung der Flughäute auf. C. nigeriae nigeriae hat oberseits schwarz-braun gefärbte, unterseits weißlich gefärbte Flughäute. C. n. spillmanni hat ober- wie unterseits weißlich bis durchscheinende Flughäute.

## Systematik, Verbreitung & Gefährdung
Es werden zwei Unterarten unterschieden, deren Verbreitungsgebiete disjunkt sind:
- Chaerephon nigeriae nigeriae (Thomas, 1913) vorkommend von Sierra Leone bis Äthiopien sowie im südwestlichen Saudi-Arabien
- Chaerephon nigeriae spillmanni (Monard, 1933), vorkommend von Angola, dem Süden der Demokratischen Republik Kongo, Sambia bis nach Tansania, sowie dem nördlichen Namibia bis in den Norden Botswanas

Aufgrund der Größe des Verbreitungsgebiets wird die Art seitens der IUCN als nicht gefährdet „least concern“ eingestuft.

## Lebensweise
Nigeria-Bulldoggfledermäuse leben in Savannen und Trockenwäldern wie dem Miombo. Sie kommen bis in eine Höhe von 1400 m vor. Die Tiere sind nachtaktiv, orten per Ultraschall und ernähren sich vorwiegend von Käfern und in geringerem Maße von Schmetterlingen. Es sind Kolonien von bis zu 100 Tieren bekannt. Die Quartiere können sich unter Hausdächern, unter der Rinde abgestorbener Bäume oder in Höhlen befinden. Die Jungtiere werden während des Frühlings bis in den Sommer hinein geboren. Das Weibchen gebärt nur ein Jungtier.

## Etymologie & Forschungsgeschichte
A. C. Francis sammelte den Holotypus im Norden von Nigeria. Oldfield Thomas beschrieb ihn 1913 unter dem Namen Chaerephon nigeriae. Das Artepitheton nigeriae deutet auf den Fundort des Exemplars hin.